# Смит, Карл
Карл Смит (англ. Carl Smith; 15 марта 1927 — 16 января 2010) — американский певец в стиле кантри.
Был одним из самых популярных хонки-тонкеров 1950-х годов и записал на свой счёт только в том десятилетии более 30 синглов в кантри-чарте «Билборда». При этом из-за своей специализации на балладах в жанре хонки-тонк и вестерн-свинге его песни редко становились популярными среди широкой поп-аудитории, и в поп-чарт (Hot 100) он попадал редко. Но вот в жанре кантри он был одним из самых известных и популярных певцов своего времени. Такие его песни, как «Let’s Live a Little», «Let Old Mother Nature Have Her Way», «This Orchard Means Goodbye», «Cut Across Shorty», «Loose Talk», «(When You Feel Like You’re in Love) Don’t Just Stand There» и «Hey Joe!», стали классикой.
Всего к моменту своего ухода со сцены в начале 1980-х годах Карл Смит успел попасть в кантри-чарт «Билборда» почти 100 раз.
В 2003 году исполнитель был включён в Зал славы кантри.

## Личная жизнь
D 1951 году Карл Смит женился на Джун Картер, с которой потом развёлся. Она же позже вышла замуж за Джонни Кэша и стала Джун Картер Кэш.

## Дискография
- См. «Carl Smith § Discography» в английском разделе.